# 出会い算
出会い算（であいざん）とは、算数の文章題の一つ。旅人算の1パターンで、2つの物がある2地点からある速さで向かい合って進む場合、何分後に出会うか、というのが基本パターンになる。転じて、直線状に反対方向に進む2つの物の時間と隔たりに関する問題。出会い旅人算とも言う。

## 一般公式
- 出会うまでの時間=2地点の距離÷速さの和

## 例題
スズメが公園から駅へ時速52kmで、ハトが駅から公園へ時速98kmで飛びます。公園と駅の距離は640mです。スズメとハトが出会うのは何秒後で、どの地点ですか。

## 解答
- 時速52kmのスズメと時速98kmのハトが向かい合って進む。1時間あたり、2匹の距離は(52+98)km、150kmずつ縮まる。
- よって、640m、0.64kmの距離が縮まるのは、15.36秒後（0.64/150時間=38.4/150分=15.36秒)
- また出会う地点は、駅より418と2/15(=98×0.64/150×1000)m地点、または、公園より221と13/15(=52×0.64/150×1000)m地点。

答．15.36秒後、駅より418と2/15m地点・公園より221と13/15m地点。
＜別解＞
640m=0.64kmである。1次関数で双方を表す。スズメは52km/hなのでy=52x(公園を原点とする)
ハトは98km/hであり、かつ0.64km先から来るので、y=-98x+0.64(駅のy座標は0.64)
出会うのは両関数の交点なので、52x=-98x+0.64 これを解くと、x=64/15000である。時間×3600=秒なので、360064/15000=15.36秒。5264/15000に1000をかける(km→m)と、22113/15mとなる(公園から)。640-22113/15=4182/15mとなる(駅から)。